# Bezirk Neukölln
Neukölln ist der achte Verwaltungsbezirk von Berlin. Am 31. Dezember 2024 hatte er 307.113 Einwohner, die aus 160 Nationen stammen. Der Bezirk zählt zu den am dichtesten besiedelten Innenstadtgebieten in Deutschland.
Der Bezirk Neukölln wurde 1920 durch Eingemeindung im Zuge des Groß-Berlin-Gesetzes geschaffen und nach der damaligen Stadt Neukölln, dem heutigen Ortsteil Berlin-Neukölln, benannt.
Insbesondere der Norden des Bezirks ist seit etwa 2010 für sein studentisch geprägtes Szeneleben und seine internationale Hipsterkultur bekannt.

## Geographie
Der Bezirk Neukölln liegt im südlichen Bereich Berlins zwischen den Bezirken Tempelhof-Schöneberg im Westen und Treptow-Köpenick im Osten sowie Friedrichshain-Kreuzberg im Norden. Im Süden grenzt Neukölln an die Ortsteile Großziethen, Waßmannsdorf und Schönefeld der brandenburgischen Gemeinde Schönefeld im Landkreis Dahme-Spreewald.

### Naturräumliche Grundlagen
Der Bezirk Neukölln liegt mit dem Großteil seiner Fläche auf der nordöstlichen Kante der Grundmoränenhochfläche des Teltow (40–50 m ü. NHN) und mit einem kleineren Flächenanteil im daran nördlich und östlich anschließenden Berliner Urstromtal (35–37 m ü. NHN). Der Reliefunterschied ist deutlich wahrnehmbar. Der Straßenzug Hasenheide – Karl-Marx-Straße – Buschkrugallee markiert ungefähr die Grenze zwischen den beiden Naturräumen; von ihm aus steigen die Querstraßen nach Süden und Westen überall an, vor allem im Norden (Lilienthalstraße, Hermannstraße, Flughafenstraße usw.), etwas schwächer im Süden des Bezirks.

### Siedlungsstruktur
Der Bezirk zeigt unterschiedliche bauliche Strukturen, im Norden innerstädtisch hochverdichtet, im Süden eher vorstädtisch aufgelockert, teils sogar ländlich wirkend: Der Ortsteil Neukölln (auch Nord-Neukölln oder Neukölln 44 genannt – nach der ehemaligen Postleitzahl 1000 Berlin 44) ist im Norden des Bezirks (zwischen Ringbahn und Hermannplatz) überwiegend vom Altbaubestand der Gründerzeit geprägt, der aus typischen Berliner Mietskasernen mit begrünten Hinterhöfen besteht. Südlich der Ringbahn dominieren Einfamilienhausgebiete, vorstädtischer Siedlungsbau und Großsiedlungen mit vielen Hochhäusern das Gesicht des Bezirks.

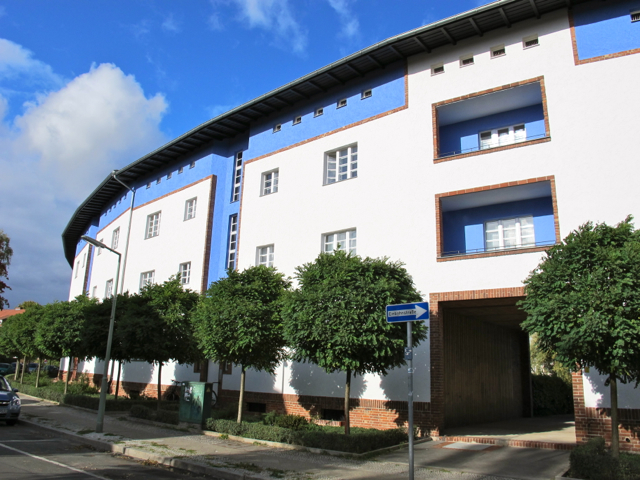
Haus in der Hufeisensiedlung

In diesen uneinheitlichen Strukturen eingebettet haben sich die alten Dorfkerne von Rixdorf mit dem Böhmischen Dorf, Britz mit dem Gutshof und Schloss und Buckow mit der ältesten Feldsteinkirche Berlins erhalten.
Das bekannteste Beispiel für einen sozial motivierten Siedlungsbau/Reformwohnungsbau im Neukölln der 1920er und 1930er Jahre findet sich in Britz. Die Großsiedlung Fritz-Reuter-Stadt wurde geprägt von den Architekten Bruno Taut und Martin Wagner einerseits und von Paul Engelmann und Emil Fangmeyer im anderen Teil der Siedlung. Die beiden Teile bestehen jeweils aus etwa 1000 Wohnungen. In der Randbebauung und im Hufeisen sind dies Mehrfamilienhäuser, ansonsten Einfamilienhäuser mit Nutzgärten. Ein Teil der Großsiedlung, die Hufeisensiedlung im engeren Sinn, ist seit 2008 UNESCO-Welterbe.
Darüber hinaus befindet sich im Süden ein bekanntes Beispiel einer Großsiedlung der Nachkriegszeit: die Gropiusstadt. Sie ist – neben dem Märkischen Viertel – eine der beiden größten Großsiedlungen des ehemaligen West-Berlins. Zunächst Großsiedlung Berlin-Buckow-Rudow genannt, wurde ihr 1972 der Name des Bauhausgründers Walter Gropius verliehen. 1976 wurde die Gropiusstadt fertiggestellt und 2002 als eigener Ortsteil abgetrennt. Abweichend vom Hochhaus-Konzept der „Urbanität durch Dichte“ und „autogerechten Stadt“ wie in der Gropiusstadt wurde in den 1970er und 1980er Jahren die High-Deck-Siedlung für rund 6000 Bewohner errichtet. Das ursprünglich als innovativ beurteilte städtebauliche Konzept einer funktionalen Trennung von Fußgängern und Autoverkehr mit hochgelagerten, begrünten Wegen (den namensgebenden „High-Decks“) erwies sich allerdings schnell als gescheitert.

### Ortsteile

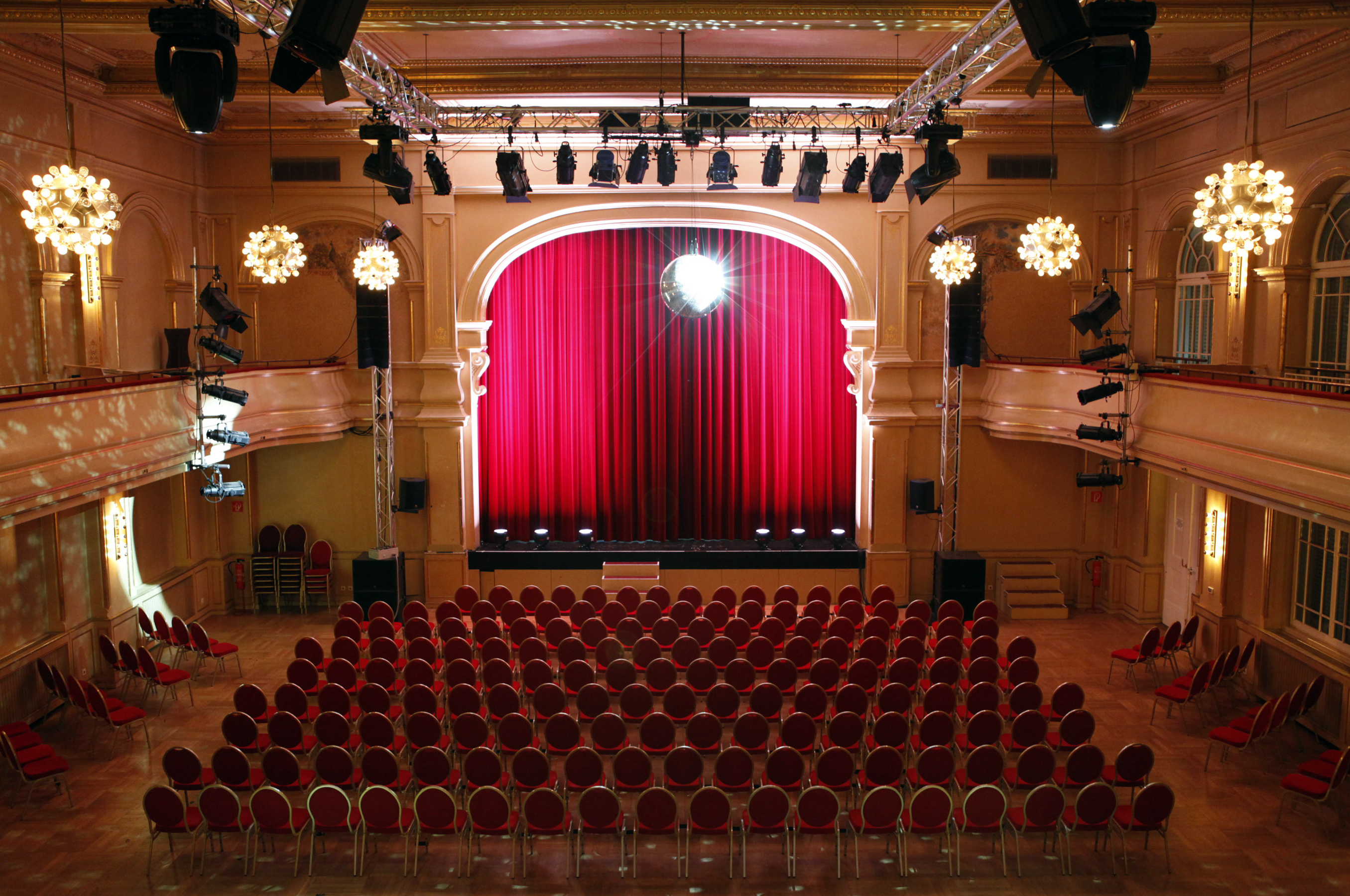
Saal im Heimathafen Neukölln

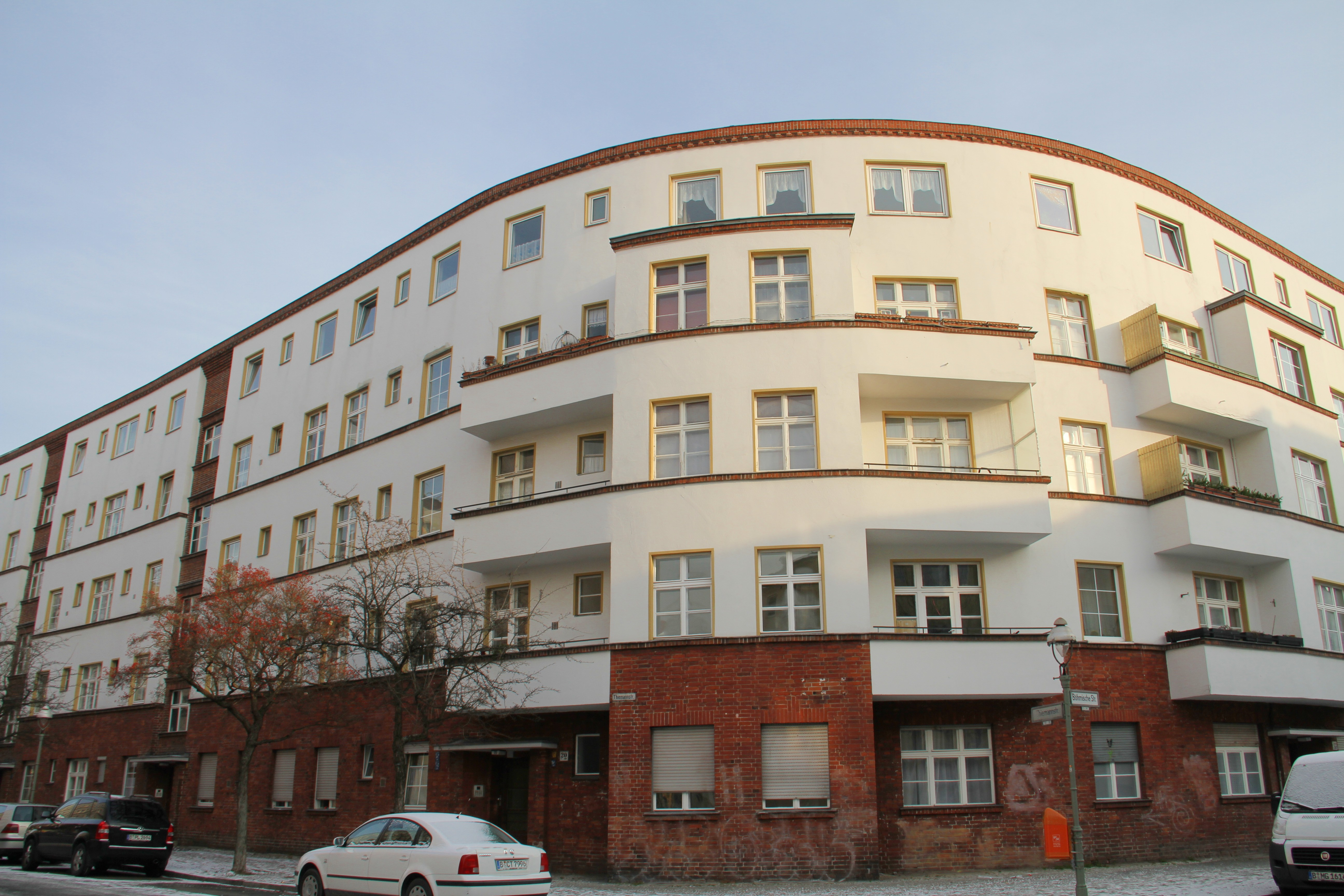
Wohnanlage in der Böhmischen Straße

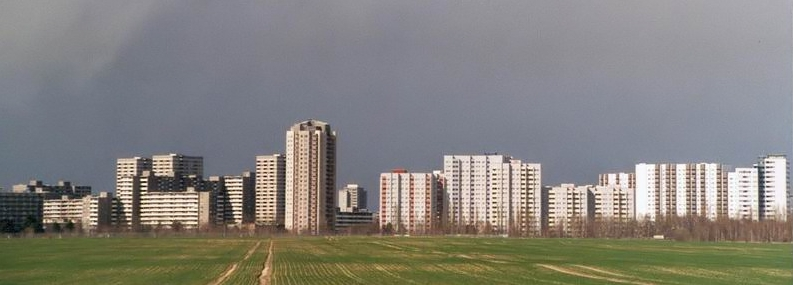
Gropiusstadt

| Ortsteile und Ortslagen                                                | Fläche (km²) | Einwohner 31. Dezember 2024 | Einwohner pro km² | Lage                           |
| ---------------------------------------------------------------------- | ------------ | --------------------------- | ----------------- | ------------------------------ |
| 0801 Neukölln - Reuterkiez („Kreuzkölln“) - Rixdorf - Böhmisch-Rixdorf | 11,71        | 162.548                     | 13.881            | Ortsteile des Bezirks Neukölln |
| 0802 Britz                                                             | 12,40        | 44.012                      | 3.549             | Ortsteile des Bezirks Neukölln |
| 0803 Buckow                                                            | 6,35         | 41.099                      | 6.472             | Ortsteile des Bezirks Neukölln |
| 0804 Rudow                                                             | 11,81        | 42.818                      | 3.626             | Ortsteile des Bezirks Neukölln |
| 0805 Gropiusstadt                                                      | 2,67         | 39.011                      | 14.611            | Ortsteile des Bezirks Neukölln |

### Parkanlagen
- Britzer Garten (Gelände der Bundesgartenschau 1985)
- Carl-Weder-Park
- Gutspark Britz
- Körnerpark
- Lessinghöhe
- Rudower Fließ
- Schulenburgpark
- Volkspark Hasenheide

→ Siehe Liste der Naturdenkmale im Bezirk Neukölln

### Straßen
Auf 632 Hektar Verkehrsfläche befinden sich 715 Straßen und Plätze.
Wie der gesamte Norden Neuköllns ist auch die Sonnenallee und ihre unmittelbaren Umgebung von Zuwanderung geprägt, sowohl von Menschen aus dem Ausland, als auch aus den übrigen Teilen Deutschlands, die wegen der vergleichsweise günstigen Mieten in diese Gegend ziehen.
Innerhalb der letzten Jahrzehnte hat sich dort eine arabische Gesellschaftsstruktur gebildet, bestehend aus Restaurants, Cafés und Einzelhandel für den täglichen Bedarf. Vor allem die Nebenstraßen sind durch Zuzug von Studenten, Kreativen und jungen Familien von Gentrifizierung betroffen.
Die Schillerpromenade bildet den Mittelpunkt des sogenannten Schillerkiezes. Das Viertel wurde um 1900 als „Wohnquartier für Besserverdienende“ angelegt. Seit der Schließung des Flughafens Tempelhof 2008 erfreut sich der Kiez wieder zunehmender Lebensqualität. Dies führte zu einem Anstieg der Mieten.

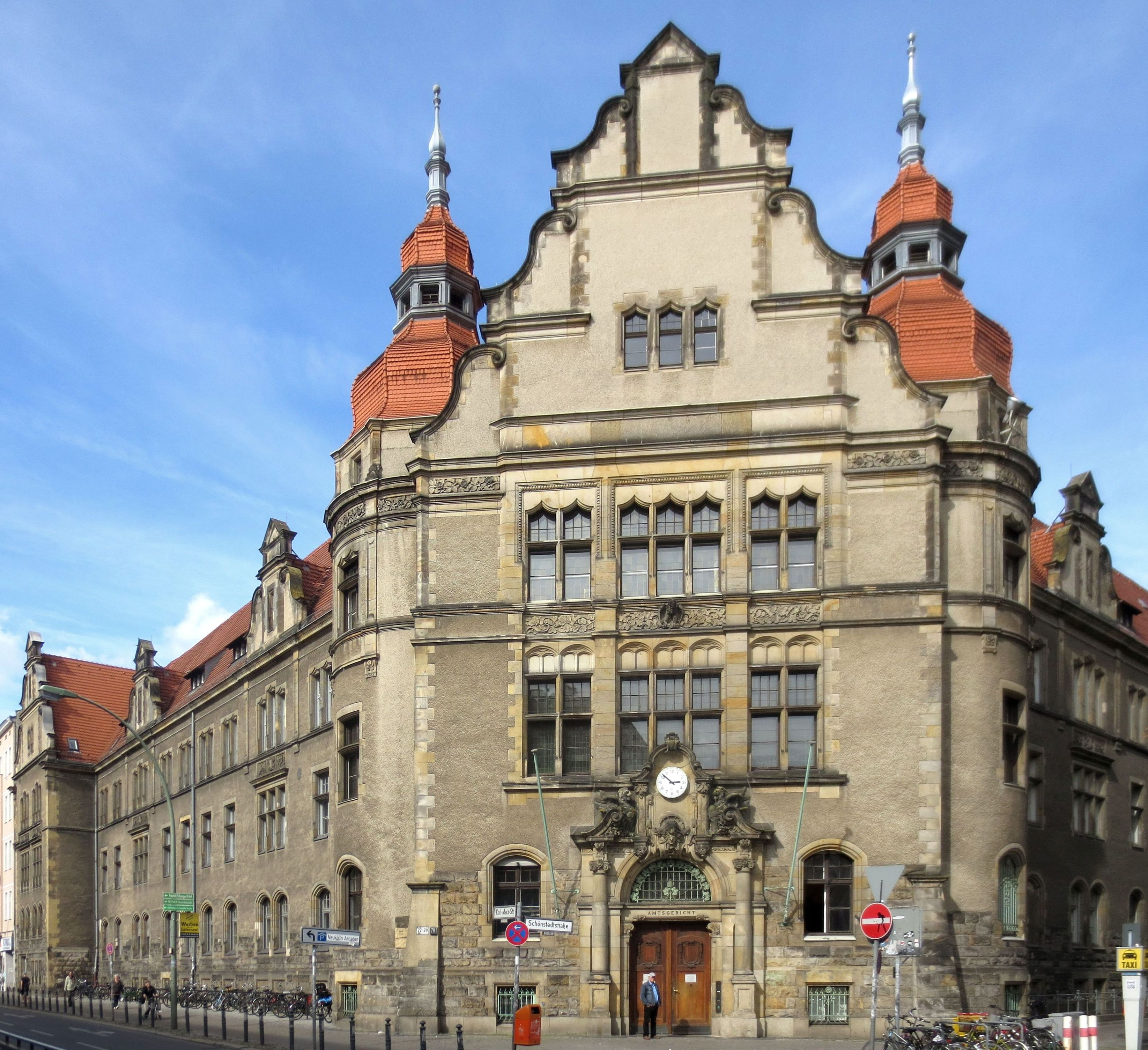
Amtsgericht Neukölln in der Karl-Marx-Straße

- Britzer Damm
- Buckower Damm
- Columbiadamm
- Fritz-Erler-Allee
- Gradestraße
- Hermannstraße
- Johannisthaler Chaussee
- Karl-Marx-Straße
- Lipschitzallee
- Neuköllner Straße
- Rudower Straße
- Waltersdorfer Chaussee

### Plätze und Kieze
Eine Besonderheit im Norden Neuköllns ist der Richardplatz mit dem umliegenden Viertel Alt Rixdorf zwischen Sonnenallee und Karl-Marx-Straße. Der Platz ist die Keimzelle des ehemaligen Dorfes, aus dem Neukölln einst entstanden ist. Die umliegenden Straßen stellen somit die Altstadt des Ortsteils dar. Im Zweiten Weltkrieg blieb das Viertel unversehrt und wurde anschließend von den Stadtplanern weitestgehend ignoriert, sodass der dörfliche Charakter erhalten blieb. Besonderer Beliebtheit erfreut sich der alljährliche Weihnachtsmarkt auf dem Platz. Weitere nennenswerte Plätze sind:
- Hermannplatz
- Karl-Marx-Platz
- Lipschitzplatz

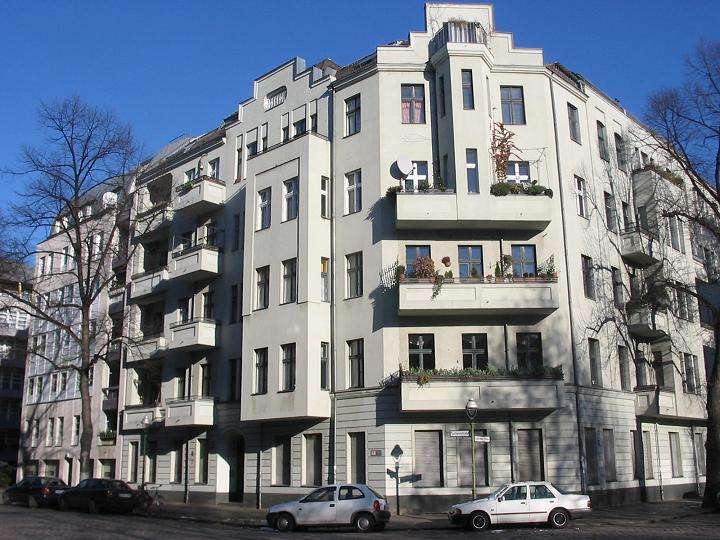
Schillerpromenade/Ecke Selchower Straße

- Alfred-Scholz-Platz (ehemals: Platz der Stadt Hof)
- Rudower Spinne
- Körnerkiez
- Reuterkiez
- Richardkiez
- Rollbergsiedlung
- Schillerkiez
- Köllnische Heide mit High-Deck-Siedlung

## Geschichte

### Ländliche Entwicklung (1300–1920)
Neukölln hieß bei seiner ersten urkundlichen Erwähnung im Jahr 1360 Richardsdorp, später Ricksdorf (Rieksdorf) und schließlich Rixdorf. Der Ortskern befand sich am Richardplatz. Das Dorf gehörte anfangs dem Johanniterorden, die den Ort von den Tempelrittern übernahmen, die in Tempelhof ansässig waren. Aus diesem Grund trägt das Wappen des Bezirks das Johanniterkreuz.

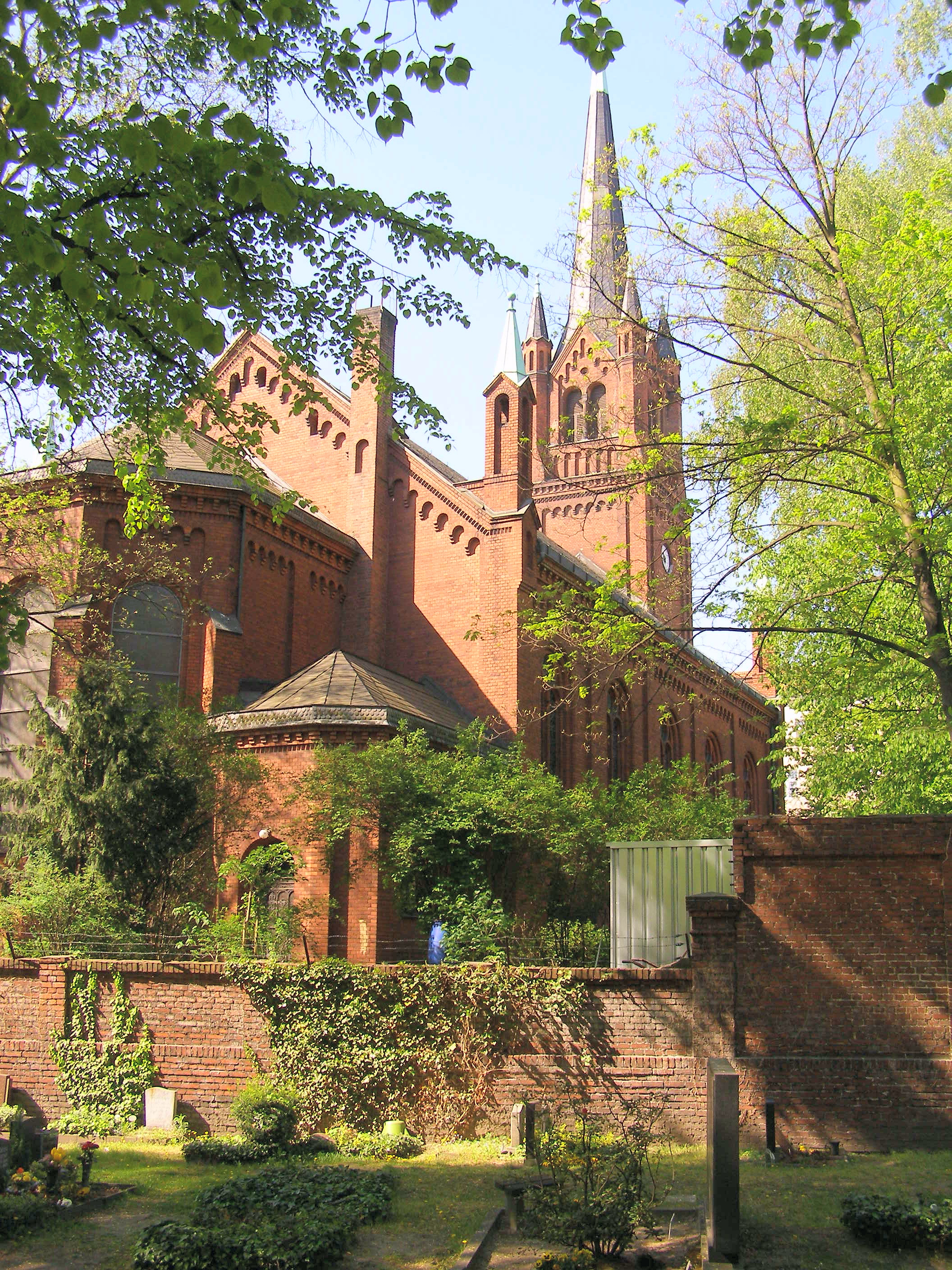
Die Magdalenenkirche wurde 1879 in Rixdorf eingeweiht

Im Jahr 1737 gestattete Friedrich Wilhelm I. die Ansiedlung böhmischer Exilanten in Rieksdorf, die wegen ihres evangelischen Glaubens vertrieben wurden. Diese Anhänger der Herrnhuter Brüdergemeine bauten ihre eigene Kirche und siedelten in einem eigenen Bereich abseits des Dorfangers, entlang der heutigen Richardstraße, der 1797 als Böhmisch-Rixdorf eine eigene Verwaltung bekam.
Bei der Wiedervereinigung der beiden selbstständigen Gemeinden 1873 hatte Rixdorf 8000 Einwohner. Ab 1899 bildete Rixdorf, bis dahin als größtes Dorf Preußens zum Kreis Teltow gehörig, einen eigenen Stadtkreis, dessen Bevölkerung von zunächst 80.000 Einwohnern bis 1910 auf über 237.000 Einwohner wuchs. Die Umbenennung des Ortes von Rixdorf zu Neukölln erfolgte 1912. Der Grund der Umbenennung durch die Behörden war der seinerzeit negative Gesamteindruck des Ortes: Rixdorf galt als Hochburg von „schlechten Sitten“.
Das Dorf Britz wurde erstmals 1305 urkundlich erwähnt. Zum Ende des 19. Jahrhunderts griff die Verstädterung vom nördlichen Nachbarort Rixdorf auf Britz über, wodurch sich die Einwohnerzahl bis 1920 auf mehr als 13.000 erhöhte.
Das südlich von Britz gelegene Buckow wurde 1230 als Angerdorf gegründet und besaß seit 1913 eine Straßenbahnverbindung über Britz und Neukölln nach Berlin.
Das Straßendorf Rudow wurde erstmals 1373 erwähnt und behielt bis 1920 weitgehend seinen dörflichen Charakter.

### Neukölln als Berliner Bezirk (seit 1920)
Mit dem 1. Oktober 1920 wurde die Stadt Neukölln nach Groß-Berlin eingemeindet. Zusammen mit den Gemeinden Britz, Buckow und Rudow bildete Neukölln als Namensgeber den 14. Verwaltungsbezirk. Am Ende des 20. Jahrhunderts sind die Geschehnisse um die Umbenennung Rixdorfs vergessen. Stattdessen gibt es vereinzelte Bestrebungen zur Rückbenennung des Ortsteils Neukölln in Rixdorf, zum einen als Abgrenzung zum größeren Bezirk Neukölln, zum anderen wegen der größeren Prägnanz des alten historischen Namens.
Von 1945 bis 1990 gehörte der Bezirk Neukölln zum Amerikanischen Sektor von Berlin. 1987 wurde der Bezirk mit dem Europapreis für seine hervorragenden Bemühungen um den europäischen Integrationsgedanken ausgezeichnet. Am 23. September 2008 erhielt der Bezirk den von der Bundesregierung verliehenen Titel Ort der Vielfalt.

## Bevölkerung
Am 31. Dezember 2024 zählte der Bezirk Neukölln 307.113 Einwohner auf einer Fläche von 44,93 Quadratkilometern. Somit lag am Stichtag die Bevölkerungsdichte bei 6.835 Einwohnern pro Quadratkilometer.
| Jahr | Einwohner  |
| ---- | ---------- |
| 1920 | 279.732    |
| 1925 | 290.327    |
| 1933 | 315.632    |
| 1939 | 0303.170 1 |
| 1946 | 274.560    |
| 1950 | 287.196    |
| 1955 | 284.991    |
| 1961 | 277.412    |
| 1965 | 275.606    |
| 1970 | 277.490    |
| 1975 | 0280.041 2 |
| 1980 | 0280.866 2 |
| 1985 | 0276.407 2 |
| 1987 | 290.259    |
| 1990 | 307.217    |
| 2000 | 306.117    |

| Jahr | Einwohner |
| ---- | --------- |
| 2001 | 303.881   |
| 2005 | 302.129   |
| 2007 | 306.713   |
| 2008 | 309.892   |
| 2009 | 312.367   |
| 2010 | 307.204   |
| 2011 | 318.106   |
| 2012 | 308.342   |
| 2013 | 311.943   |
| 2014 | 325.716   |
| 2015 | 328.062   |
| 2016 | 327.522   |
| 2017 | 329.387   |
| 2018 | 330.786   |
| 2019 | 329.917   |
| 2020 | 327.945   |

| Jahr | Einwohner |
| ---- | --------- |
| 2021 | 327.100   |
| 2022 | 329.476   |
| 2023 | 330.017   |
| 2024 | 329.488   |

Die unten stehenden Einwohnerzahlen ab 1991 (Stand: jeweils am 31. Dezember) basieren, abweichend von der Bevölkerungsfortschreibung des Amtes für Statistik Berlin-Brandenburg, auf Daten des Einwohnermelderegisters des Berliner Landesamtes für Bürger- und Ordnungsangelegenheiten.

### Bevölkerungsstruktur
Die folgende Tabelle zeigt Angaben zur Struktur der Bevölkerung des Bezirks Neukölln am 31. Dezember 2024.
| Geschlecht      | Anzahl  | Anteil |
| --------------- | ------- | ------ |
| männlich        | 164.886 | 50,0 % |
| weiblich        | 164.602 | 50,0 % |
| Insgesamt       | 329.488 | 100 %  |
|                 |         |        |
|                 |         |        |
| Altersgruppen   |         |        |
| unter 20        | 059.443 | 18,1 % |
| 20 bis unter 40 | 105.564 | 32,0 % |
| 40 bis unter 65 | 106.965 | 32,5 % |
| ab 65           | 057.416 | 17,4 % |
| Insgesamt       | 329.488 | 100 %  |

| Herkunft                            | Anzahl  | Anteil |
| ----------------------------------- | ------- | ------ |
| Deutsche ohne Migrationshintergrund | 160.090 | 48,6 % |
| Deutsche mit Migrationshintergrund  | 075.603 | 22,9 % |
| Ausländer                           | 093.795 | 28,5 % |
| Insgesamt                           | 329.488 | 100 %  |
|                                     |         |        |
| Wohnlagen                           |         |        |
| einfache Wohnlagen bzw. ohne Angabe | 270.785 | 82,2 % |
| mittlere Wohnlagen                  | 058.703 | 17,8 % |
| gute Wohnlagen                      | 000–    | 00,0 % |
| Insgesamt                           | 329.488 | 100 %  |

| Religion            | Anzahl  | Anteil |
| ------------------- | ------- | ------ |
| evangelisch         | 039.002 | 11,8 % |
| römisch-katholisch  | 023.658 | 07,2 % |
| sonstige bzw. keine | 266.228 | 81,0 % |
| Insgesamt           | 329.488 | 100 %  |

Das Durchschnittsalter im Bezirk lag am 31. Dezember 2024 bei 41,9 Jahren (Berliner Durchschnitt: 42,8 Jahre).

### Soziales
Teile von Neukölln sind vom Berliner Senat seit 1999 als  Gebiete mit besonderem Entwicklungsbedarf ausgewiesen worden. Von den 17 Gebieten dieser Art in ganz Berlin lagen 2001 insgesamt neun in Neukölln: Reuterplatz, Rollbergsiedlung, High-Deck-Siedlung, Schillerpromenade, Richardplatz Süd, Gropiusstadt/Lipschitzallee, Flughafenstraße, Dammwegsiedlung/Weiße Siedlung und Körnerpark. Hier wurde jeweils ein Quartiersmanagement zur integrativen Entwicklung des Wohnumfeldes eingerichtet. Im Jahr 2016 wurden für das Management der Quartiere rund sechs Millionen Euro ausgegeben.

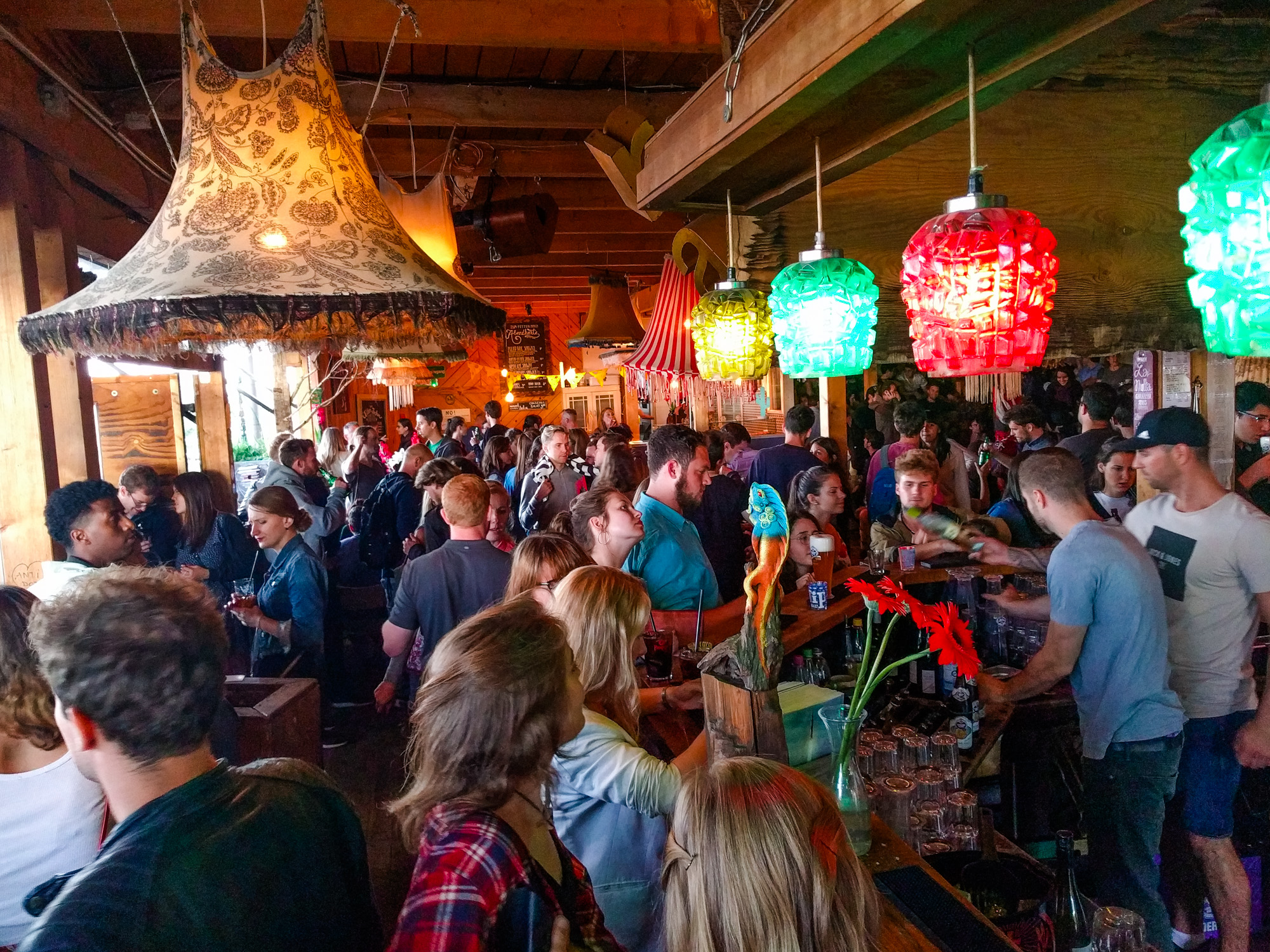
Neuköllner im Club Klunkerkranich

Auffällig sei die erhöhte Kriminalitätsrate in diesen Gebieten. Der Integrationsbeauftragte des Abgeordnetenhauses ergänzte, die Kieze seien jedoch nicht nur wegen eines hohen Migrantenanteils, sondern wegen großer sozialer Probleme Brennpunkte. Diese ließen sich genau benennen: hohe Arbeitslosigkeit, schlechte Bildung, eine überdurchschnittliche Zahl jugendlicher Schulabbrecher.
Seit 2004 gibt es das erfolgreiche Integrationsinstrument Stadtteilmütter in Neukölln. Getragen wird das Projekt durch die Kooperationsvereinbarung mit dem Bezirksamt Neukölln, dem JobCenter Neukölln und dem Diakonischen Werk Neukölln-Oberspree e. V. Berlin wurde dafür mit dem Metropolis Award 2008 ausgezeichnet.
Andererseits setzte im Norden Neuköllns seit etwa 2007 ein Prozess der Gentrifizierung (Stadtteil-Aufwertung) ein. Das auch Kreuzkölln genannte Viertel, gilt seit 2012 als attraktive Wohngegend, das eine Vielzahl von Ateliers und gastronomischen Angeboten bietet. Somit hat sich aus einem sozialen Brennpunkt zwischenzeitlich eine Gegend entwickelt, das eine höhere Durchmischung von Bewohnern unterschiedlicher sozialer Schichten aufweist. Der hinzuziehende Bevölkerungsteil besteht vornehmlich aus Künstlern, Studenten, jungem Bürgertum und Hipstern.
In Neukölln, wo die Armutsquote bei 29 % liegt, ist im Jahr 2023 der erste und gegenwärtig auch einzige Armutsbeauftragte Deutschlands tätig.

### Gesundheit

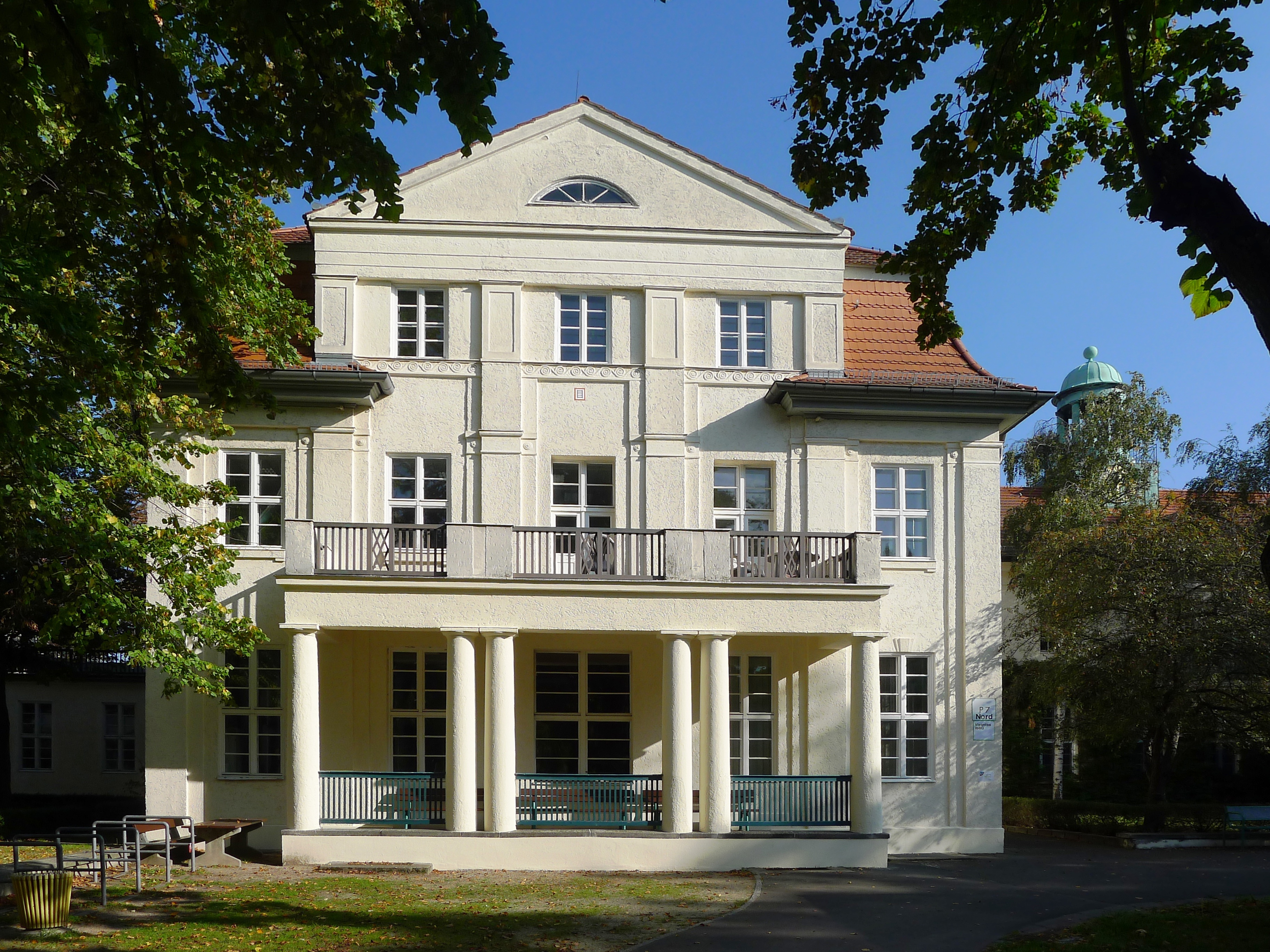
Vivantes Klinikum Neukölln

Die im Bezirk durchgeführten Schuleingangsuntersuchungen im Jahr 2010 haben zu folgenden Ergebnissen geführt: Jedes sechste Kind in Neukölln ist übergewichtig, jedes fünfte Kind hat kariöse Zähne und wächst in einem Raucher-Haushalt auf. Zwei Drittel von ihnen sind in ihrer Entwicklung auffällig. Ein Viertel der Mädchen und Jungen haben bei Schuleintritt die fortlaufenden Untersuchungen zur Vorsorge nur unvollständig besucht. Neukölln war 2010 der Berliner Bezirk mit den meisten sprachlichen Entwicklungsauffälligkeiten und den geringsten Deutschkenntnissen.
Im Jahr 2010 hat der Bezirk eine kommunale integrierte Strategie der Gesundheitsförderung, die Neuköllner Präventionskette ins Leben gerufen. Seit dem Gesundheitsbericht 2016 zeichnet sich eine Verbesserung der Lage ab.
Neukölln hatte im Zeitraum von 2014 bis 2016 die höchste Säuglingssterblichkeit aller Berliner Bezirke. Von 1000 Neugeborenen (von in Neukölln gemeldeten Müttern) überlebten im Schnitt 5,3 das erste Lebensjahr nicht, in ganz Berlin lag dieser Wert bei 3,1. Schlechte Bildung und eine ungesunde Lebensweise während der Schwangerschaft wurden als Gründe für das Phänomen angeführt. Das Vivantes Klinikum Neukölln nennt soziale und kulturelle Unterschiede als Grund. Demnach würden Angebote zur Vorsorge und Betreuung oftmals nicht wahrgenommen.

### Religion
- Johannes-Basilika (größte katholische Kirche Berlins)
- Bethlehemskirche
- Dorfkirche Britz
- Dorfkirche Buckow
- Genezarethkirche
- Dorfkirche Rudow
- Nikodemuskirche
- Philipp-Melanchthon-Kirche
- Şehitlik-Moschee
- Hamidiye-Moschee
- Sri-Ganesha-Hindu-Tempel (im Bau, Stand: Januar 2019)
- Sri Mayurapathy Murugan Tempel

## Wirtschaft

### Geschäftszentren

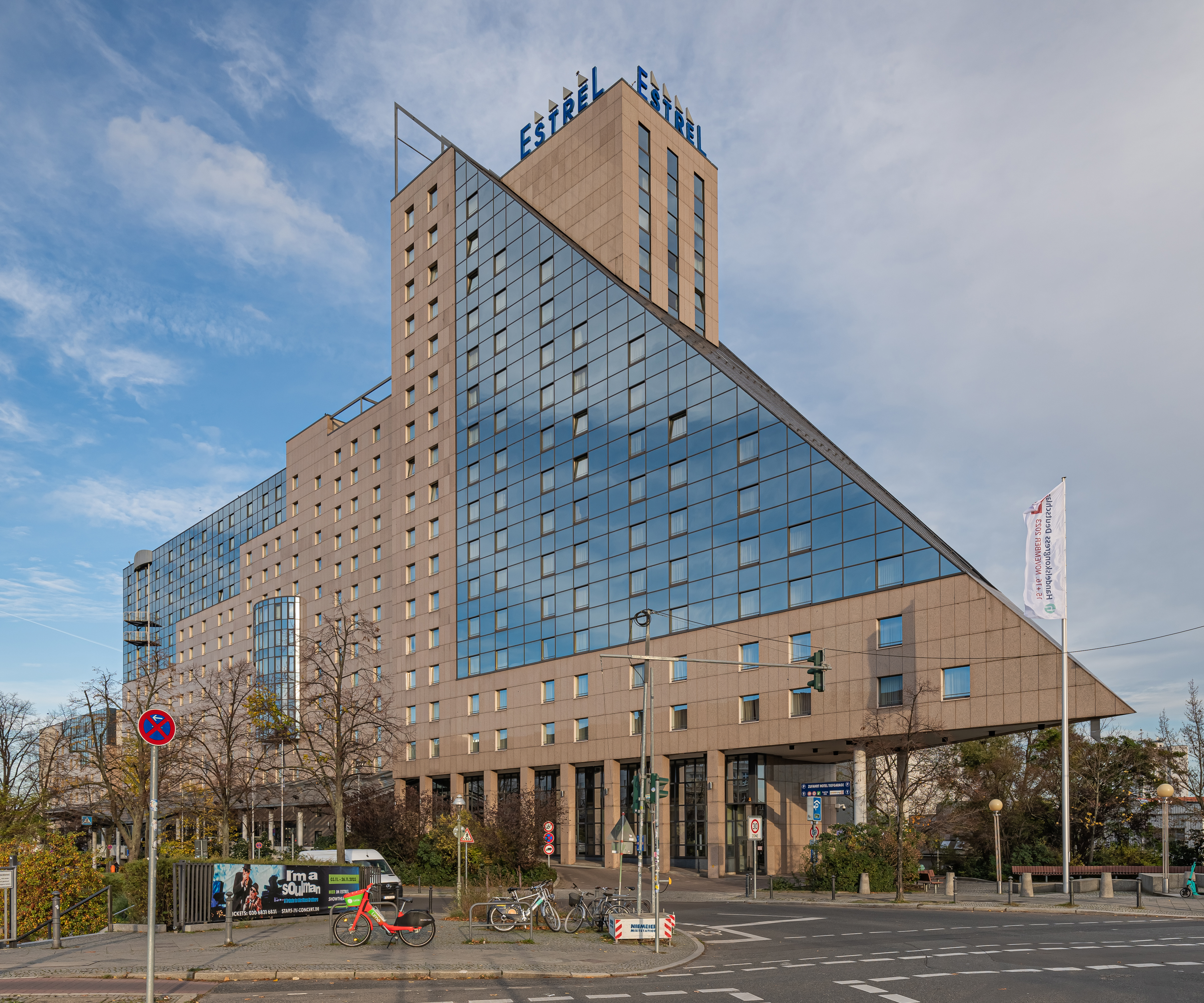
Das Estrel ist Deutschlands umsatzstärkstes Hotel

- Gropius Passagen
- Kindl-Boulevard
- Neukölln Arcaden
- Neuköllner Tor
- Neucölln-Carree
- Wutzky-Center
- HermannQuartier

### Unternehmen
Das Hotel Estrel an der Sonnenallee ist mit 1125 Zimmern im Jahr 2016 Deutschlands größtes und umsatzstärkstes Hotel. Der im Bau befindliche Estrel Tower (Stand: 2024) wird nach Fertigstellung mit 176 Metern das höchste Haus in Berlin sein.
Die Biotronik SE & Co. KG hat ihren Unternehmenssitz in Berlin-Neukölln und ist ein Hersteller von medizintechnischen Produkten. Das Unternehmen unterhält Forschungsstätten in Europa, Nordamerika und Singapur und erwirtschaftet einen Jahresumsatz von über 500 Millionen Euro (Stand: 2013).

## Infrastruktur

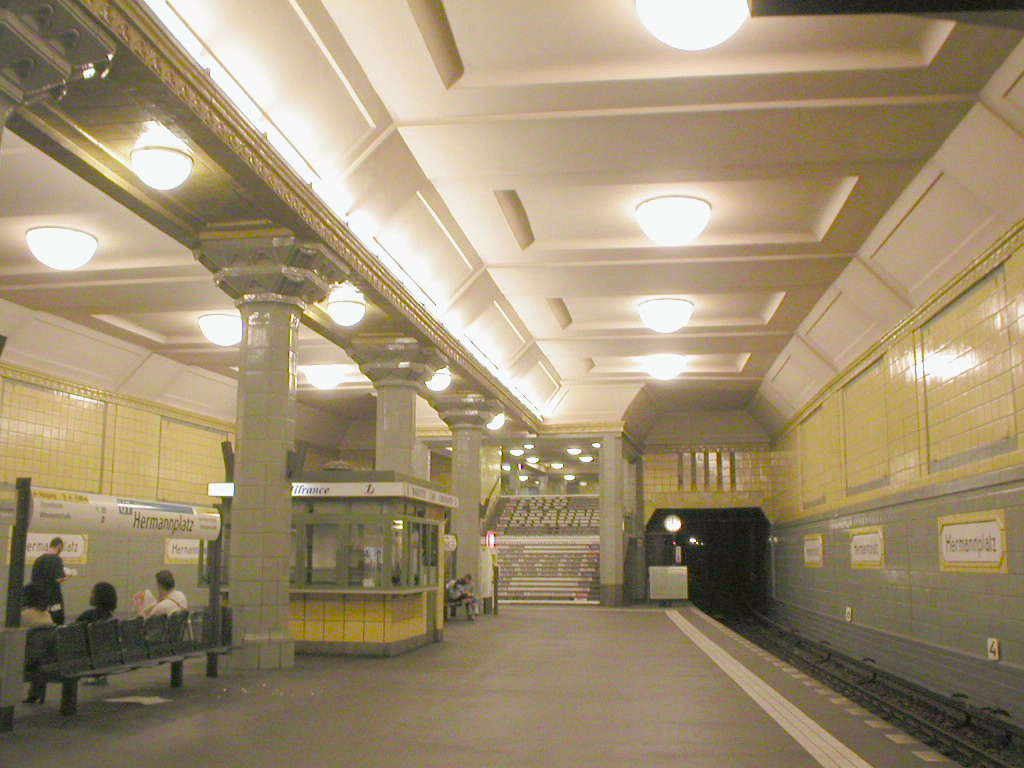
U-Bahnhof Hermannplatz

### Individualverkehr
Die Autobahnen A 100 und A 113 verlaufen durch den Bezirk Neukölln. Gegenwärtig wird die A 100 in Richtung Treptow-Köpenick verlängert (Stand: 2017). Der Weiterbau auf Neuköllner Gebiet erfolgt im 16. Bauabschnitt, der entlang der Ringbahn verläuft, zwischen den Anschlussstellen Neukölln und Am Treptower Park.
Die geplante Radschnellverbindung Y-Trasse soll durch den Bezirk verlaufen.

### Öffentlicher Personennahverkehr
- Berliner Ringbahn
- Bahnstrecke Berlin-Neukölln–Berlin-Baumschulenweg

Durch den Bezirk Neukölln führen die S-Bahn-Linien S41, S42, S45, S46 und S47 sowie die U-Bahn-Linien U7 und U8.

### Wasserwege für den Schiffsverkehr
- Landwehrkanal
- Neuköllner Schifffahrtskanal
- Teltowkanal

### Flugverkehr
Südlich von Neukölln, in der angrenzenden Brandenburger Gemeinde Schönefeld, liegt der Flughafen Berlin Brandenburg (Stand: 2020). Nur etwa zwei Kilometer Luftlinie trennen den Ortsteil Rudow von den BER-Terminals.

## Politik

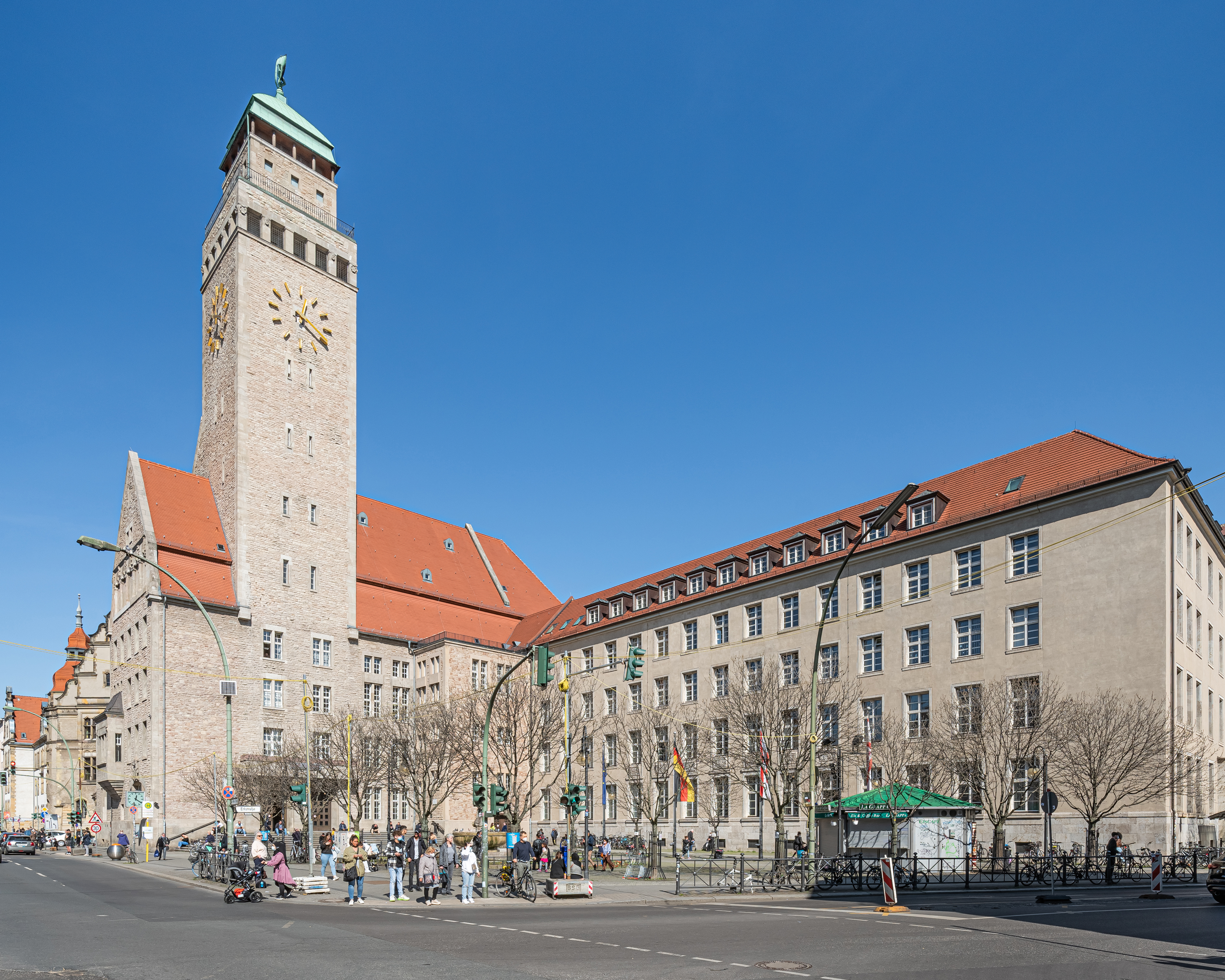
Rathaus Neukölln

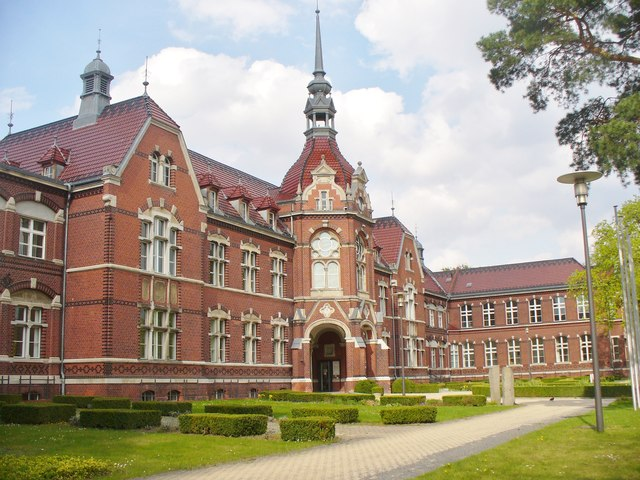
Standesamt Neukölln

### Bezirksverordnetenversammlung
Die Wahl zur Bezirksverordnetenversammlung (BVV) des Bezirks Neukölln am 12. Februar 2023 führte zu folgendem Ergebnis:
| Wahl zur Bezirksverordnetenversammlung Neukölln 2023Wahlbeteiligung: 52,2 % 3020100 27,224,117,114,47,52,72,61,72,7 CDUSPDGrüneLinkeAfDTierschutzFDPPARTEISonst.Gewinne und Verlusteim Vergleich zu 2021 %p 12 10 8 6 4 2 0 −2 −4 −6+10,3−4,6−0,5+0,4−0,2−2,3−0,3−2,1CDUSPDGrüneLinkeAfDTierschutzFDPPARTEISonst. | Sitzverteilung (Stand: 2025)Insgesamt 55 Sitze - CDU: 17 - SPD: 15 - Grüne: 10 - Linke: 9 - AfD: 3 - Sonst.: 1 |

Im Jahr 2024 trat ein Bezirksverordneter der AfD aus seiner Fraktion aus.
| Jahr | SPD  | USPD | KPD  | DNVP | DVP | DDP 1 | Zen | NSDAP |
| ---- | ---- | ---- | ---- | ---- | --- | ----- | --- | ----- |
| 1921 | 27,9 | 23,8 | 13,8 | 12,1 | 9,5 | 4,5   | 2,7 |       |
| 1925 | 41,0 |      | 25,7 | 13,0 | 3,9 | 6,0   | 2,4 |       |
| 1929 | 35,1 |      | 31,7 | 11,5 | 4,4 | 4,5   | 2,7 | 04,0  |
| 1933 | 26,6 |      | 26,2 | 08,2 |     | 1,2   | 3,4 | 33,4  |

| Jahr | SPD  | SEW, PDS, Linke 1 | CDU  | FDP 2 | Bündnis 90/Die Grünen 3 |
| ---- | ---- | ----------------- | ---- | ----- | ----------------------- |
| 1946 | 56,4 | 18,2              | 17,6 | 07,9  |                         |
| 1948 | 71,0 |                   | 16,3 | 12,7  |                         |
| 1950 | 53,4 |                   | 22,1 | 18,4  |                         |
| 1954 | 54,8 | 03,7              | 24,2 | 09,5  |                         |
| 1958 | 60,8 | 02,7              | 30,1 | 02,9  |                         |
| 1963 | 69,0 | 01,9              | 23,5 | 05,6  |                         |
| 1967 | 64,4 | 02,6              | 26,8 | 04,9  |                         |
| 1971 | 57,9 | 02,4              | 32,8 | 06,3  |                         |
| 1975 | 47,7 | 01,9              | 39,6 | 06,0  |                         |
| 1979 | 48,0 | 01,2              | 41,1 | 06,3  | 03,2                    |
| 1981 | 41,8 |                   | 45,9 | 04,2  | 06,8                    |
| 1985 | 36,2 |                   | 48,3 | 03,6  | 09,2                    |
| 1989 | 39,3 |                   | 35,7 | 02,2  | 10,4                    |
| 1992 | 32,6 | 01,1              | 34,1 | 04,7  | 11,7                    |
| 1995 | 27,3 | 02,0              | 45,0 | 01,8  | 14,1                    |
| 1999 | 26,4 | 04,6              | 51,4 | 01,5  | 09,2                    |
| 2001 | 35,5 | 05,9              | 36,1 | 08,2  | 08,7                    |
| 2006 | 34,6 | 05,4              | 29,2 | 06,5  | 10,6                    |
| 2011 | 42,8 | 04,8              | 20,4 | 01,2  | 13,5                    |
| 2016 | 30,4 | 12,2              | 16,3 | 04,2  | 14,9                    |
| 2021 | 28,7 | 14,9              | 16,9 | 04,9  | 17,6                    |

### Bezirksbürgermeister
| - 1920–1933: Alfred Scholz (SPD) - 1933–1945: Kurt Samson (NSDAP) - 1945:–1945 Martin Ohm - 1945–1946: Heinz Pagel - 1946:–1946 Hermann Harnisch (SPD/SED) - 1946–1947: Wilhelm Dieckmann (SPD) - 1947–1949: Richard Timm (SPD) - 1949–1959: Kurt Exner (SPD) - 1959–1971: Gerhard Lasson (SPD) - 1971–1981: Heinz Stücklen (SPD) - 1981–1989: Arnulf Kriedner (CDU) | - 1989–1991: Frank Bielka (SPD) - 1991–1992: Heinz Buschkowsky (SPD) - 1992–1995: Hans-Dieter Mey (CDU) - 1995–2001: Bodo Manegold (CDU) - 2001–2015: Heinz Buschkowsky (SPD) - 2015–2018: Franziska Giffey (SPD) - seit 2018:00Martin Hikel (SPD) |

Der Bezirk Neukölln ist auf Landesebene im Rat der Bürgermeister vertreten.

### Bezirksamt
Mitglieder des Bezirksamtes sind (Stand: 2025):
|                   | Partei                | Funktion                               | Geschäftsbereich                                                  |
| ----------------- | --------------------- | -------------------------------------- | ----------------------------------------------------------------- |
| Martin Hikel      | SPD                   | Bezirksbürgermeister                   | Amt für Bürgerdienste, Personal, Haushalt und Facility Management |
| Gerrit Kringel    | CDU                   | stellvertretender Bezirksbürgermeister | Ordnung                                                           |
| Hannes Rehfeldt   | CDU                   | Bezirksstadtrat                        | Soziales und Gesundheit                                           |
| Janine Wolter     | SPD                   | Bezirksstadträtin                      | Bildung, Kultur und Sport                                         |
| Jochen Biedermann | Bündnis 90/Die Grünen | Bezirksstadtrat                        | Stadtentwicklung, Umwelt und Verkehr                              |
| Sarah Nagel       | Die Linke             | Bezirksstadträtin                      | Jugend                                                            |

### Wappen
Das heutige Wappen geht auf den königlichen Erlass der Stadtgemeinde vom 29. Mai 1903 zurück. Es wurde am 12. April 1956 vom Senat von Berlin verliehen.
Blasonierung: Ein halbgespaltener und geteilter Schild, darin im ersten, schwarzen Felde ein silberner Abendmahlskelch, im zweiten, silbernen Felde ein auf den Flügeln mit goldenen Kleestengeln belegter goldenbewehrter roter Adler und im dritten, roten Felde ein silbernes achtspitziges Kreuz. Auf dem Schild ruht eine rote dreitürmige Mauerkrone, deren mittlerer Turm mit einem kleinen Berliner Wappenschild belegt ist.
Wappenbegründung: Das Wappen des Bezirks Neukölln wurde von der für den Bezirk namensgebenden Stadt Neukölln übernommen. Das Johanniterkreuz verweist dabei auf die Gründung durch den Johanniterorden, der brandenburgische rote Adler verweist auf die Gründungsherren der Mark Brandenburg, und der Hussitenkelch steht symbolisch für die böhmischen Exulanten. Die Mauerkrone wurde dem Wappen dabei am 1. Januar 2001 im Rahmen der Bezirksreform als verbindendes Element aller Berliner Bezirke hinzugefügt.

### Städtepartnerschaften
Der Bezirk Neukölln pflegt folgende Städtepartnerschaften:
| International Anderlecht, Belgien, seit 17. Juni 1955 Boulogne-Billancourt bei Paris, Frankreich, seit 17. Juni 1955 Zaanstad bei Amsterdam, Niederlande, seit 17. Juni 1955 Hammersmith and Fulham (London), Vereinigtes Königreich, seit 17. Juni 1955 Bat Jam, Israel, seit 21. September 1978 Marino, Italien, seit 4. Oktober 1980 Ústí nad Orlicí, Tschechien, seit 6. bzw. 24. November 1989 Puschkin bei Sankt Petersburg, Russland, seit 3. Juni 1991 Prag 5, Tschechien, seit 8. September 2005 Izmir-Çiğli, Türkei, seit 29. Oktober 2005 | National Wetzlar, Hessen, seit 25. September 1959 Köln, Nordrhein-Westfalen, seit 15. November 1967 Leonberg, Baden-Württemberg, seit 17. Oktober 1970 |

### Sicherheitsbehörden
Seitens der Landespolizei sind für den Bezirk Neukölln die Direktion 5 und Bereiche der Direktion 4 der Polizei Berlin zuständig. Für den Aufgabenbereich der Bundespolizei liegt die Zuständigkeit bei der Bundespolizeiinspektion Berlin-Ostbahnhof.
Bei der Berliner Feuerwehr wird Neukölln durch den Einsatzbereich 5 verantwortet. Der Bezirk verfügt über zwei Freiwillige Feuerwehren: Die Freiwillige Feuerwehr Neukölln (Wachnummer 5101) ist auf der Berufsfeuerwache Neukölln stationiert. Die Freiwillige Feuerwehr Rudow (Wachnummer 5210) ist in einer Feuerwache mit eigenem Ausrückebereich in Alt-Rudow stationiert.

## Bildung

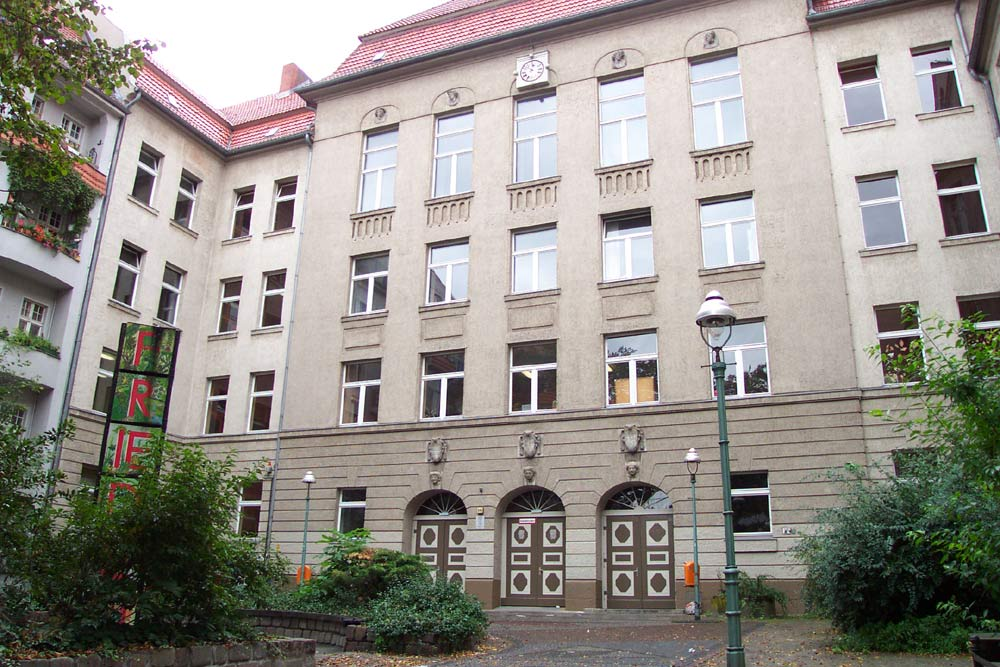
Albert-Schweitzer Gymnasium

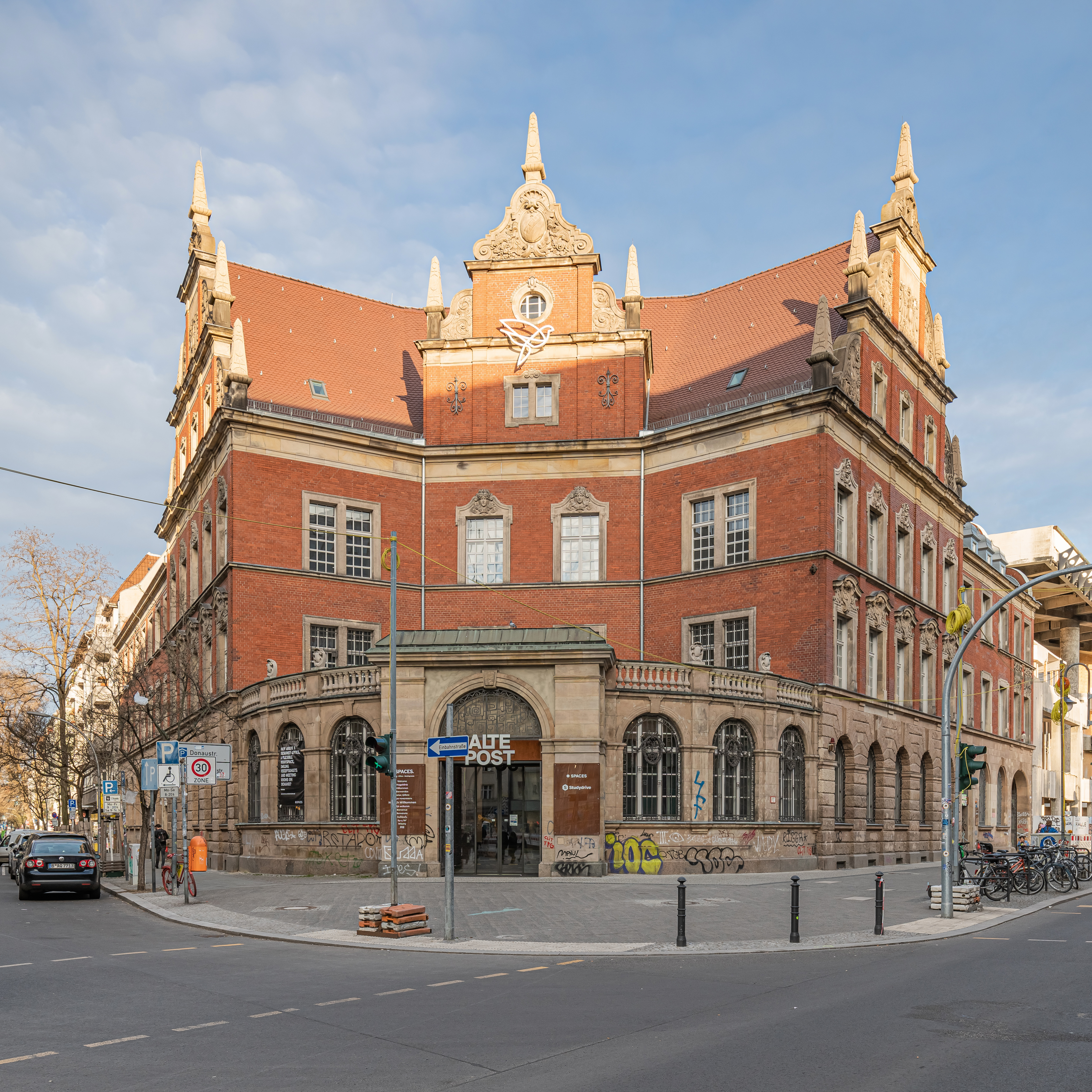
Berlin School of Business and Innovation

### Schulen
Auswahl
- Gemeinschaftsschule auf dem Campus Rütli
- Evangelische Schule Neukölln, Grundschule
- Ernst-Abbe-Gymnasium
- Albrecht Dürer Gymnasium
- Albert-Schweitzer Gymnasium
- Leonardo-da-Vinci-Gymnasium
- Fritz-Karsen-Schule

### Bibliothek
- Bezirkszentralbibliothek Helene-Nathan-Bibliothek

### Hochschulen
- CODE University of Applied Sciences
- Berlin School of Business and Innovation[39]
- SRH Campus Berlin

## Kultur
- Neue Welt

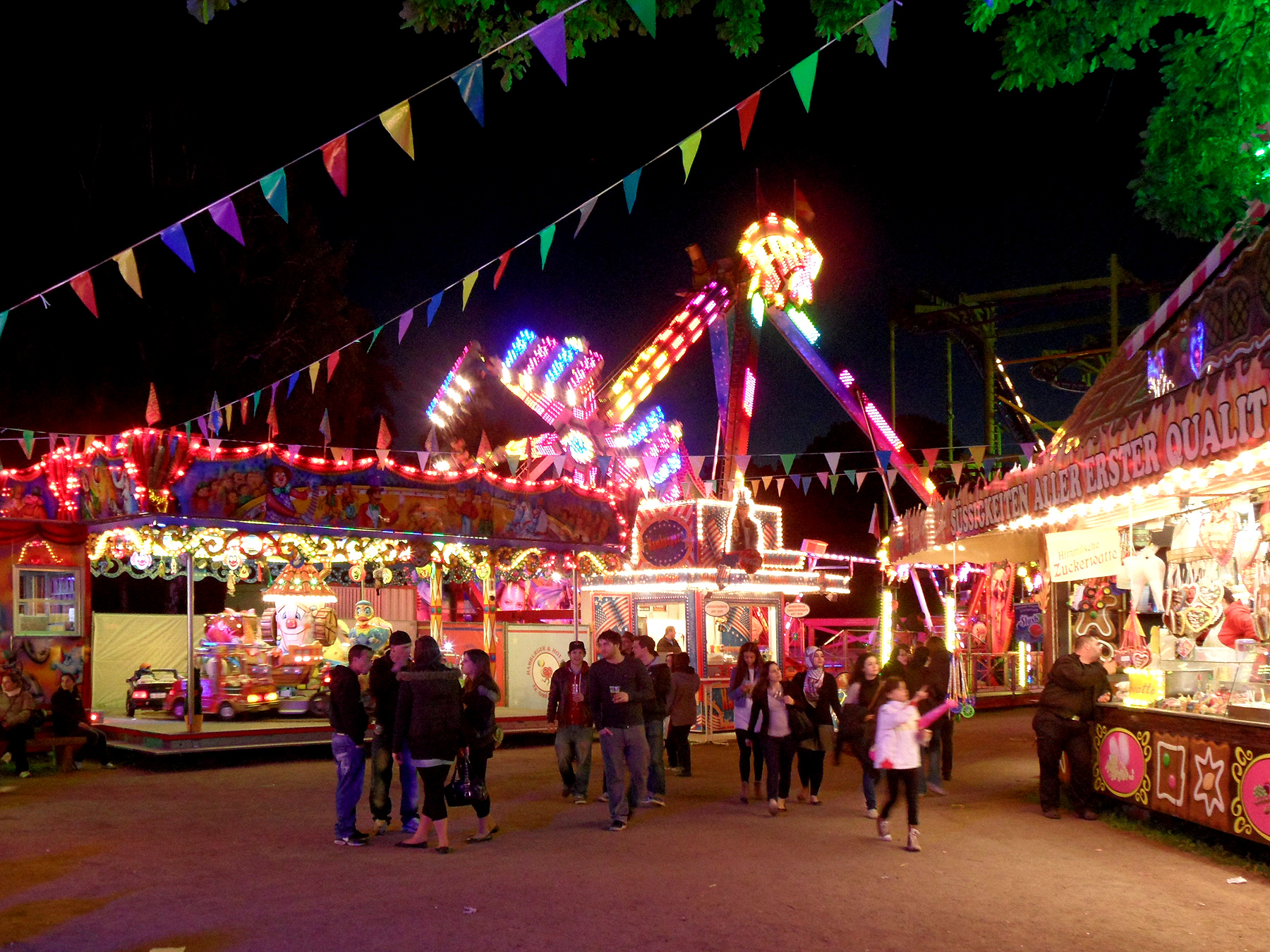
Neuköllner Maientage, 2012

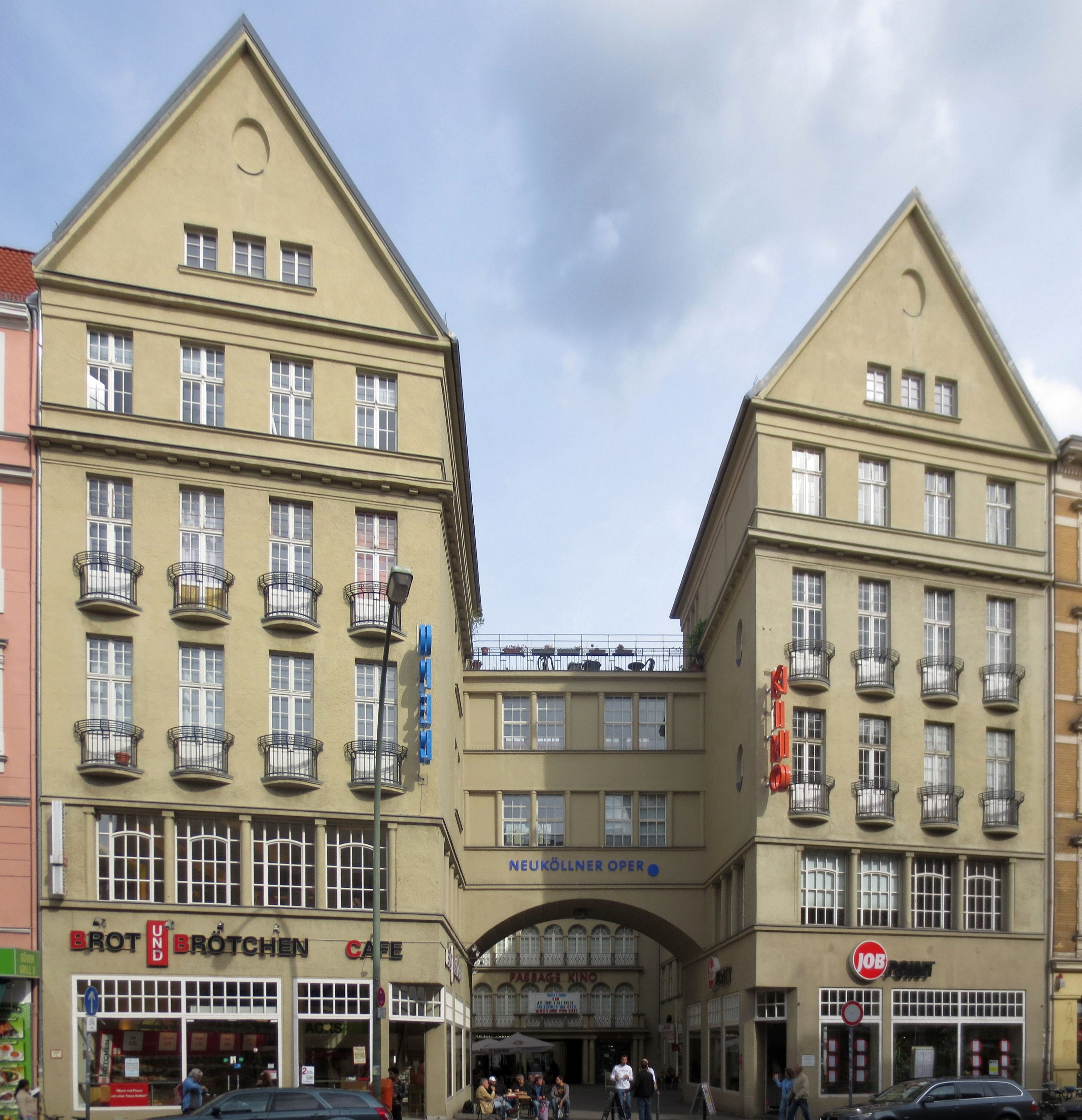
Die Neuköllner Oper an der Karl-Marx-Straße

- Neuköllner Maientage, größtes Berliner Parkfest[40]

### Galerien und Museen
- Galerie im Körnerpark
- Galerie im Saalbau
- Museum Neukölln
- Ramones Museum
- Kindl-Zentrum für zeitgenössische Kunst

### Bauwerke
- Schloss Britz
- Böhmisch-Rixdorf
- Britzer Mühle
- Comenius-Garten
- Schmiede am Richardplatz

### Kinos und Theater
- Neuköllner Oper
- Saalbau Neukölln
- Theater im Keller
- Cineplex Neukölln Arcaden
- IL-Kino

→ Siehe auch: Liste der Kinos im Berliner Bezirk Neukölln

### Neukölln in der Kunst
Festival

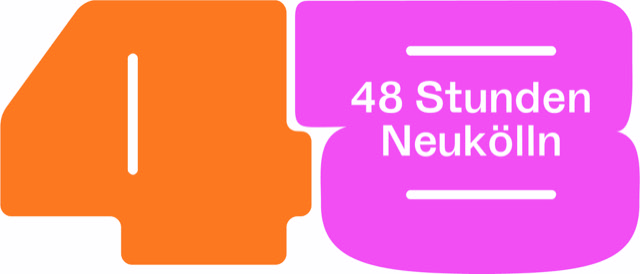
Plakatlogo 48 Stunden Neukölln

Das Festival 48 Stunden Neukölln ist ein spartenübergreifendes Kunstfestival für die freie Kunstszene Berlins. Sämtliche künstlerischen Genres von Performance, Malerei, Fotografie, Skulptur bis Installationen, Intervention, Tanz, Theater und Musik sind auf dem Festival vertreten.
Musik
- In Rixdorf is’ Musike, von Littke-Carlsen nach der Melodie von Eugen Philippi[41]
- Neuköln von David Bowie und Brian Eno auf dem Album “Heroes”
- Neukölln 2, letzter Track auf der CD I Com von Miss Kittin
- Hasenheide, B-Seite auf der Single Rano Pano von Mogwai

Filme

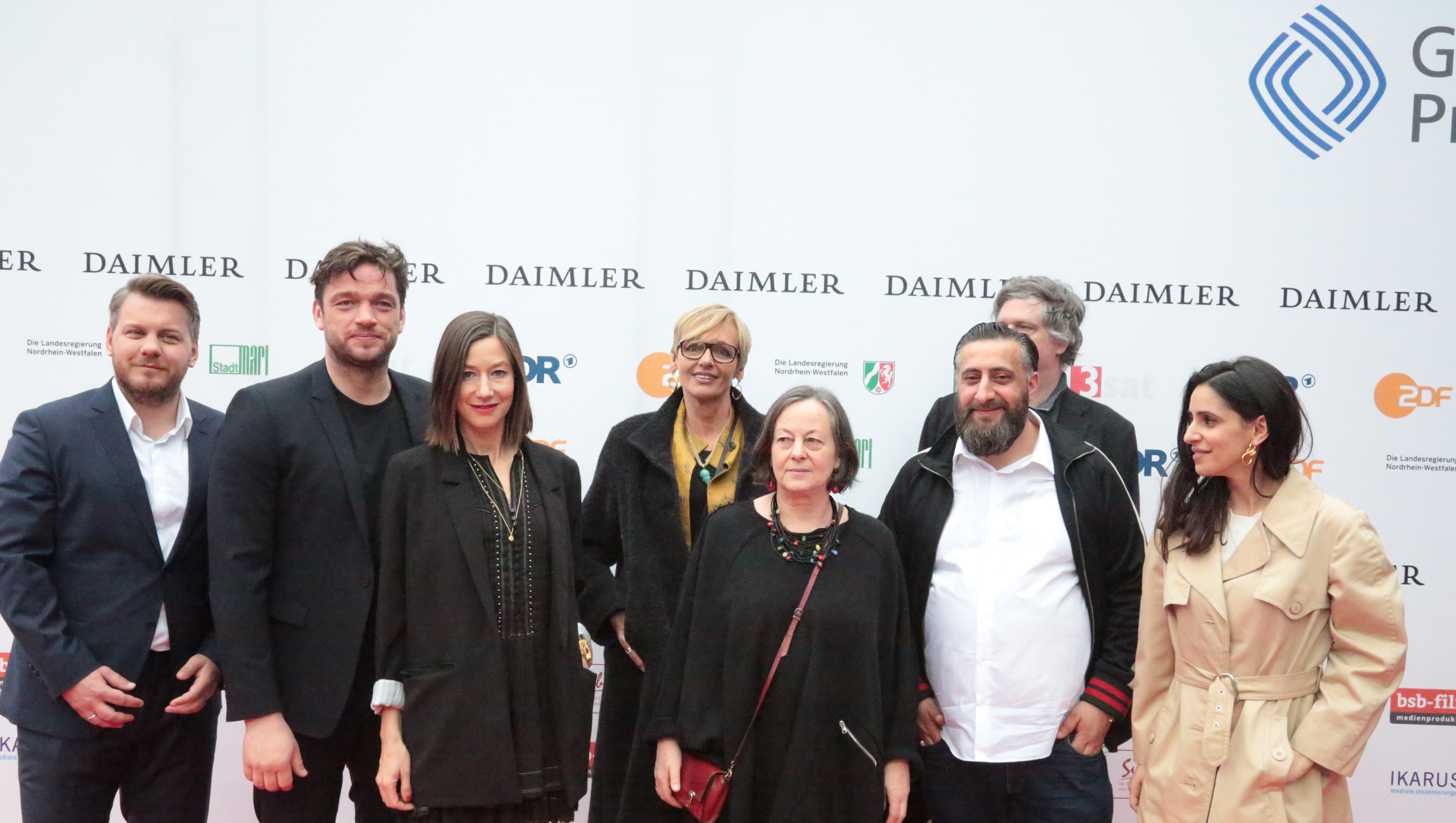
Regisseur und Schauspieler der Dramaserie 4 Blocks

- Berlin-Neukölln, Fernsehfilm, 2002. Regie: Bernhard Sallmann[42]
- Knallhart, Spielfilm, 2006. Regie: Detlev Buck
- Straight, Spielfilm, 2007. Regie: Nicolas Flessa
- Neukölln Unlimited, Dokumentation, 2010. Regie: Agostino Imondi, Dietmar Ratsch
- Ecke Weserstraße, Serie, 2014. Regie: Johannes Hertwig, Hayung von Oepen[43]
- Du musst dein Ändern leben, Dokumentarfilm, 2015. Regie: Benjamin Riehm, 89 min
- 4 Blocks, Serie, 2017. Regie: Marvin Kren
- Überleben in Neukölln, Dokumentation, 2017, Regie: Rosa von Praunheim
- Sonne und Beton, Spielfilm, 2023, Regie: David Wnendt nach dem Buch von Felix Lobrecht

### Sport

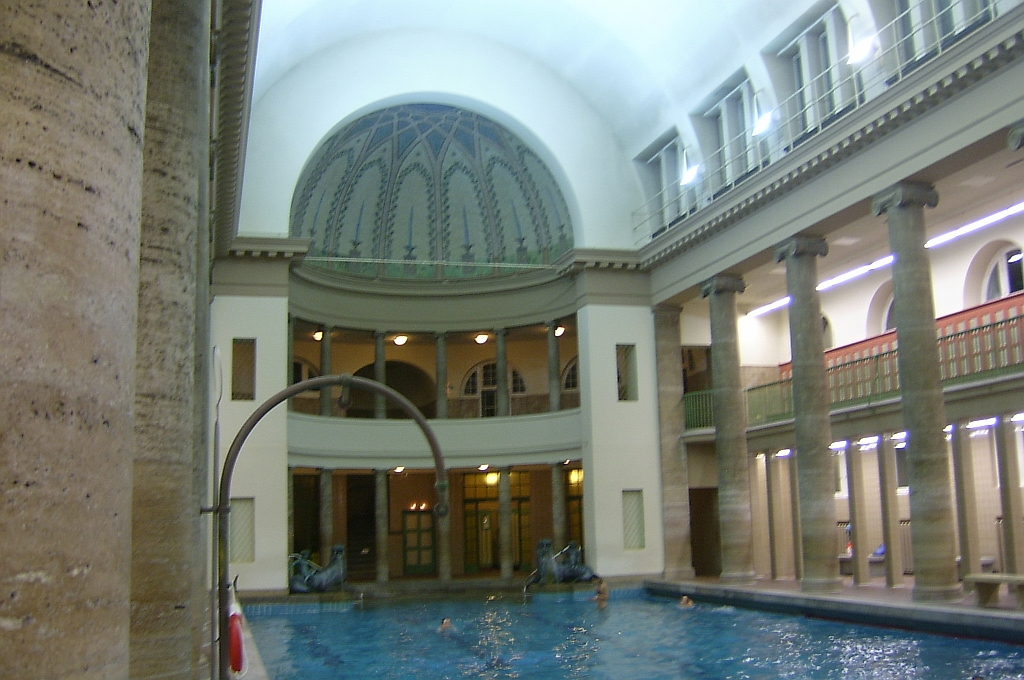
Stadtbad Neukölln

Das Stadtbad Neukölln ist durch seine neoklassizistische Bauweise überregional bekannt. Der Saunabereich des Bades umfasst eine finnische Sauna, eine Kräutersauna, ein Marmordampfbad, ein Caldarium und ein Sanarium.

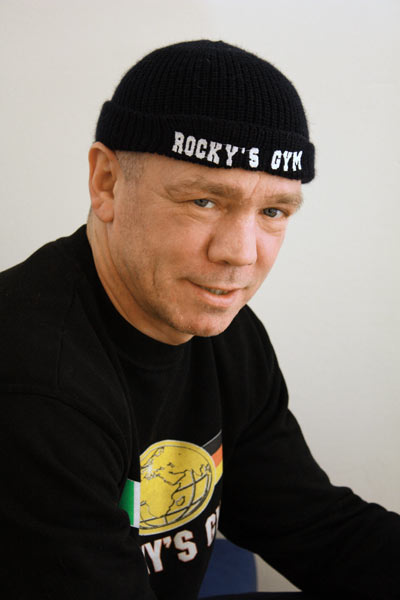
Graciano Rocchigiani, Deutscher Meister mit den Neuköllner Sportfreunden

Der TuS Neukölln 1865 wurde 1865 gegründet und zählt zu ältesten Sportvereinen Berlins.
Die Tanzformation Dance Deluxe (TSV Rudow 1888 Berlin e. V.) ist mehrfacher Deutscher Meister, Europa- und Weltmeister im Cheer Dance.
Die SG Neukölln Berlin ist einer der größten und erfolgreichsten deutschen Vereine im Schwimmsport. Olympiasiegerin Britta Steffen wurde dort trainiert.
Die Boxabteilung der Neuköllner Sportfreunde zählt zu den erfolgreichsten in Deutschland. Ehrenmitglied der Sportfreunde ist der Weltergewicht-Europameister von 1996 Oktay Urkal.
Tasmania Berlin, ein Vorgängerverein des heutigen Tasmania Berlin, ist der bisher einzige Fußballverein aus Neukölln, dem es gelang in der Bundesliga zu spielen. Auch heutzutage ist Tasmania Berlin das Aushängeschild des Neuköllner Fußballs. Seit dem Aufstieg in der Saison 2018/2019 spielt der Verein in der fünftklassigen Oberliga Nordost. Der TSV Rudow, welcher seit Jahren in der sechstklassigen Berlin-Liga spielt, ist die zweite Kraft im Bezirk.
Die Turngemeinde in Berlin kurz TiB ist der älteste noch existierende Sportverein in Berlin. Von der Mitgliederzahl her ist der Verein der neuntgrößte, von ungefähr 2500 Vereinen in Berlin.